# ASK Primorje Ljubljana
Akademski športni klub Primorje, poznatiji kao ASK Primorje ili jednostavno Primorje, bio je slovenski nogometni klub iz Ljubljane. Klub je osnovan u svibnju 1920., a kasnije je raspušten 1936., kada se njegov prvi tim spojio u novoosnovani klub SK Ljubljana.
Klupksi moto glasio je "Vse za Primorje in Primorje" (Sve za Primorje i Primorsku krajinu). Uz SK Iliriju, najuspješnija je slovenska momčad tog razdoblja.

## O klubu
SK Primorje je nastao kao rezultat migracija potaknutih političkim zbivanjima nakon Prvog svjetskog rata. S novim državnim granicama na ovom području i agresivnim nacionalizmom prema slovenskom stanovništvu izvan granica, potaknute su migracije Primoraca u Kraljevstvo Srba, Hrvata i Slovenaca. Tako su se našli u novoj sredini, iako su i sami bili Slovenci, pa je bilo normalno da su se udružili u svoje organizacije, a jedna od njih je bio Športski klub Primorje, osnovan 1920. godine. SK Primorje je u početku povezivao omladinu Primorja, dok su stariji članovi bili pomoćni članovi. Mnogi su se u klub u početku učlanjivali više zbog kontakta sa što većim brojem Primoraca nego zbog sporta. Primorje se brzo sportski uzdiglo i preteklo mnoge ljubljanske klubove, pa tako i Iliriju.
Klub su 9. svibnja 1920. osnovali članovi kluba Jugoslavije iz Gorice koji su emigrirali nakon što je Gorica postala dijelom Italije.
Klub je isprva sudjelovao u drugorazrednoj ljubljanskoj skupini, a 1921. postao je prvak drugog razreda čime se plasiravo u najjače natjecanje Ljubljanskog nogometnog podsaveza. Te godine, točnije 16. listopada, Primorje je odigralo i prvu utakmicu protiv kasnijeg rivala SK Ilirije i izgubilo 7:1. Utješni pogodak za crno-bijele postigao je Peter Birsa. 
Krajem svibnja 1923. – u drugoj sezoni postojanja kluba – dogodila se senzacija: Primorje je ostvarilo svoju prvu, povijesnu pobjedu nad Ilirijom (1:0), ujedno i Ilirijin prvi poraz u povijesti u prvenstvenim utakmicama. Senzacionalni poraz uprava Ilirije vrlo je teško prihvatila, a dodatni udarac Iliriji bila je činjenica da je jedini pogodak na utakmici postigao njezin bivši igrač Kazimir Pretnar.
Godine 1925. imala je lakoatletsku, nogometnu i plivačku sekciju. Iste godine SK Primorje spojilo se s Ljubljanskim akademskim športskim klubom (LASK). Primorje mijenja službeni naziv u Akademski športski klub (AŠK) Primorje, a među navijačima postaju poznatiji kao Aškovci i Akademičarji. Iz LASK-a je fuzijom u Primorje prešlo nekoliko vrsnih igrača i klupskih dužnosnika.
Dolaskom Nedeljka Buljevića za trenera AŠK Primorje 1925. počinje najuspješnije razdoblje u povijesti kluba; Primorjani ili Aškovci dva su puta bili prvaci Ljubljanskog nogometnog podsaveza (1927./28., 1928./29.).
Klupske boje 1932. bile su crna i bijela.
U sezonama 1932./33. i 1934./35. natjecao se u prvenstvu Kraljevine Jugoslavije. Godine 1933. dolazi i do spajanja AŠK Primorja i ljubljanskogkluba  SK Svoboda.
Posljednji prvenstveni susret Primorjaši su igrali 19. travnja 1936. protiv kranjskog SK Korotan i slavili 8:1. Utakmicu je obilježio i trostruki jubilej Hermana Slamiča, Viktora Hassela i Vinka Juga koji su proslavili 400., 350., odnosno 300. nastup u dresu AŠK Primorja. 
Utakmicom između AŠK Primorje i SK Korotan tako je završeno važno poglavlje u slovenskoj nogometnoj povijesti koja se nastavila spajanjem nogometnih sekcija SK Ilirija i AŠK Primorje te formiranjem nove, nacionalne ljubljanske nogometne momčadi pod imenom SK Ljubljana.

## Stadion
U početku Primorjani nisu imali svoje igralište, da bi u svibnju 1921. sa SSK Sparta iznajmili igralište uz Dunajsku (Tyrševu) ulicu, odmah iza tadašnje Aleksandrove topničke vojarne. Na tom se mjestu danas nalazi benzinska postaja Bežižgrad. Igralište je svečano otvoreno 29. svibnja 1921. utakmicom kombiniranih momčadi Sparte i Primorja. Nakon raspada SSK Sparta 1922. godine teren postaje vlasništvo Primorja i ostaje njegov dom sve do gašenja kluba 1936. godine.

## Uspjesi
- Prvenstvo Ljubljanskog nogometnog podsaveza
  - Prvak: 1927./28., 1928./29.
  - Drugoplasirani: 1931./32.

## Unutarnje poveznice
- Ljubljana

## Vanjske poveznice
- Zgodovina nogometa v Kraljevini SHS/Jugoslaviji in v času okupacije